# Nacira Guénif-Souilamas
Compléments
Thèse de doctorat : « Artisanes de libertés tempérées, les descendantes d’immigrants nord-africains en France entre sujétion et subjectivité »
Nacira Guénif-Souilamas, née le 30 mai 1959 à Soisy-sous-Montmorency, est une sociologue et anthropologue française, professeur des universités à l'université Paris-VIII.
Les recherches de Nacira Guénif-Souilamas portent sur les questions de genre et d’ethnicité, le rapport entre immigration et intégration dans les sociétés contemporaines, les formes familiales et générationnelles contemporaines, la déconstruction des stéréotypes raciaux, culturels et sociaux, l’imposition des normes et les assignations identitaires, les discriminations, et le racisme. Intellectuelle engagée, elle est proche du Parti des Indigènes de la République animé par Houria Bouteldja,,.

## Biographie
Fille d’immigrants algériens, issue d'une fratrie de six enfants, Nacira Guénif-Souilamas naît dans la banlieue nord de Paris, grandissant dans « une zone bourgeoise bien installée, limite parvenue », raconte-t-elle. Son père tient un débit de boisson dans le quartier parisien de Barbès.
Elle étudie à l'université Paris V Descartes, où elle obtient un DEA d'anthropologie sociale en 1983. Elle soutient un doctorat en sociologie en 1998 à l'EHESS, puis une habilitation à diriger des recherches. Sa thèse intitulée « Artisanes de libertés tempérées, les descendantes d’immigrants nord-africains en France entre sujétion et subjectivité » obtient le prix Le Monde de la recherche universitaire.
Elle est nommée maître de conférence en sciences de l'éducation de l'université Paris XIII en 2000, et professeur à l'université Paris VIII après 2012. Elle est co-directrice du projet de recherche EXPERICE, issu de la fusion de deux équipes, l’une de Paris VIII et l’autre de Paris XIII.
En 2009, elle a été boursière au Wellesley College (sociologie) et à l'université Columbia (CIST, département de Moyen-Orient et d'Asie langues et cultures & département de religion) et professeur invité à l'Institut d'études françaises de l'université de New York.
Nacira Guénif est membre du réseau de recherche et de publication « Terra », et vice-présidente de l'Institut des cultures d'Islam de la mairie Paris, situé dans le quartier de la Goutte-d'Or.
Elle publie dans l'hebdomadaire d'actualité Politis, d'abord ponctuellement depuis 2009, puis mensuellement dans une chronique intitulée « Intersections », en alterance avec Rose-Marie Lagrave et Christelle Taraud.

## Prises de position
Nacira Guénif est une « ancienne conseillère de Ségolène Royal ».
Le 19 mars 2012, elle est membre du jury des Y'abon awards de l’association Les Indivisibles.
Selon Caroline Fourest, Nacira Guénif-Souilamas est la sociologue des Indigènes de la République et d'Une école pour tous.
En juin 2012, elle cosigne une tribune dénonçant le texte d’orientation adopté pour trois ans par le Mouvement contre le racisme et pour l'amitié entre les peuples (MRAP) à son congrès des 30 mars et 1er avril 2012 à Bobigny. Les signataires de la tribune contestent « l'emploi de manière a-critique » de l'expression « racisme anti-blanc » évoquée dans le texte d'orientation.  

En 2016, elle signe une tribune de soutien à une rencontre réservée « aux personnes subissant à titre personnel le racisme d'État en contexte français » ; elle y affirme que : 

« le groupe dominant fait partie du problème : les personnes blanches qui ne subissent pas le racisme et ne luttent pas contre, de fait, s’en accommodent et le légitiment. Il y a donc la volonté de construire un entre soi protégé, pour monter en puissance et parvenir à s'organiser. »

 Pour Le Figaro, cette initiative serait au contraire représentative « d'un phénomène de plus en plus répandu dans les mouvements de la gauche radicale, à savoir la “non-mixité”, une forme d'ostracisme assumé qui exclut une partie des individus du débat au nom de la lutte contre un “système” dominant. » Le président de la LICRA, Alain Jakubowicz, y voit un « racisme qui ne dit pas son nom ».
En mai 2018, elle participe à la conférence internationale « Bandung du Nord », organisée par le Decolonial International Network afin de « questionner la mémoire coloniale », à laquelle participe aussi Angela Davis, Françoise Vergès, ou encore Ramón Grosfoguel. La conférence est toutefois critiquée par les sites Conspiracy Watch et Ikhwan info.
Réagissant à une vidéo de la chaîne AJ+ sur l'« appropriation culturelle » (par exemple un « twerk » de Miley Cyrus, des kebabs commercialisés par McDonalds ou encore les tresses de Kylie Jenner), elle considère qu'il s'agit d'« une spoliation, […] un abus de pouvoir, […] une continuation de la colonisation par d'autres moyens. »

### Antisémitisme
Le 25 janvier 2017, Nacira Guénif est appelée à témoigner aux côtés de plusieurs associations qui se sont constituées partie civile (le CCIF, la LICRA, SOS Racisme, et la Ligue des droits de l'homme) dans le procès intenté à l'historien Georges Benssoussan. Lors du procès, elle « assure que l’insulte “espèce de juif, mes excuses”, souvent utilisée en arabe “est passée dans le langage courant et ne signifie pas la haine des juifs” ».
En 2020, Nacira Guénif-Souilamas déclare avoir été désinvitée d’un colloque en Allemagne parce qu'identifiée comme antisémite.

## Les Féministes et le garçon arabe
Le livre de Nacira Guénif-Souilamas et Éric Macé paraît en 2004. 

Pour la sociologue Sylvie Tissot, la réflexion présentée dans l'ouvrage a l'intérêt d'évoquer le « reflux qu’a connu le mouvement féministe dans les années 1980 et 1990. » Les deux auteurs analysent le « féminisme républicain ». Ils indiquent que les femmes ont arraché les droits actuels à une classe politique essentiellement peu sensible aux idées féministes. Ce féminisme se construit contre deux notions : 

« la fille voilée et le garçon arabe, figures qui reposent elles-mêmes sur deux interprétations simplistes : la fille voilée aliénée, qu’il faudrait émanciper (quitte à l’exclure de l’école), et le garçon arabe sexiste et violent qu’il faudrait mater. »

Pour Sylvie Tissot les auteurs présentent les analyses pour interpréter « des comportements — le port du voile et le machisme des garçons issus de l’immigration post-coloniale —, qu’il ne s’agit pas de nier mais, comme tout fait social, d’expliquer. »
Le sociologue Bernard Bier considère cette étude « d’un grand intérêt et qui ne devrait pas passer inaperçu, tant par la densité des analyses que par leur manière de prendre à rebrousse-poil nombre de discours communs et travaux de recherche. »

Par contre, la sociologue Liliane Kandel émet de vives critiques et estime que l'ouvrage « est consternant, tant du point de vue sociologique que du point de vue féministe. » Elle déplore également que : 

« ses analyses, ses “oublis”, et ses confusions (volontaires ou non) sont partagées aujourd’hui par bon nombre de militants altermondialistes, anti-racistes et, même, par quelques… féministes. »

Pour Caroline Fourest en 2016, 

« ce condensé de sociologie approximative et victimaire a réussi l'incroyable exploit théorique de présenter le féminisme égalitariste et laïque comme le faux-nez du racisme post-colonial stigmatisant le “garçon arabe”, tandis que les filles voilées seraient… l'avant garde de la modernité. »

Pour la sociologue Josette Trat, 

« [il] revient aux féministes de ne pas renoncer à leurs critiques ni à leurs combats sous le prétexte que cela alimenterait le stéréotype du garçon “arabe”, musulman, terroriste et violeur » c'est l'« idée sous-jacente dans le petit livre polémique de Nacira Guénif-Souilamas et Eric Macé, Les Féministes et le garçon arabe […]. On croirait entendre certains militants politiques des années soixante-dix selon lesquels il n’était pas légitime de dénoncer des violeurs quand ils étaient immigrés sous le prétexte qu’on donnait une mauvaise image des travailleurs immigrés propre à encourager la répression. »

## Ouvrages
- Nacira Guénif-Souilamas, Des beurettes aux descendantes d’immigrants nord-africains, Paris, Grasset, coll. « Partage du savoir », 1999, 362 p. (ISBN 2-246-59661-0) ; nouvelle éd. Des beurettes, Paris, Hachette littératuresTraduction en arabe, Le Caire, 2004., coll. « Pluriel », 2003, 362 p. (ISBN 2-01-279128-X)
- Nacira Guénif-Souilamas (contribution), dans Charlotte Nordmann (dir.), Le Foulard islamique en questions, Paris, Éditions Amsterdam, 2004
- Nacira Guénif-Souilamas et Eric Macé, Les Féministes et le garçon arabe, La Tour d’Aigues, Éditions de l'Aube, coll. « Monde en cours/Intervention », 2004, 106 p. (ISBN 2-7526-0022-4)[32]
- Nacira Guénif-Souilamas (dir.), La République mise à nu par son immigration, Paris, La Fabrique, 2006, 220 p. (ISBN 2-913372-50-3)[35]
- Manal Altamimi, Tal Dor, Nacira Guénif-Souilamas (éd.), Rencontres radicales. Pour des dialogues féministes décoloniaux, Paris, Cambourakis, coll. Sorcières, 2018, 320 p.